# About URI方案

在许多现代网页浏览器中，用户可以通过直接在地址栏输入以“about”单词开头的一系列代码（相当于访问一个特殊的地址），进入各种高级设置菜单，方便地实现对浏览器的内部重要信息进行访问或设置的目的。这种通过以“about”开头的特定URI来实现访问高级菜单的设计方案被称为“about URI方案”（英語：about URI scheme）、“about URL方案”或“about地址方案”。此方案已是美国网码分配局正式登记的方案并已标准化。英文中它也常被误称为一种“协议”（protocol）。最常见的about:URI链接是about:blank，访问它只会显示一个空白页面。也有许多其它的about:地址可以显示有关浏览器本身的一些信息。有些浏览器可能会用自己的浏览器名作为URI开头达到类似目的，并且将许多about:URI解析成对应的地址。比如about:opera（适用于欧朋浏览器）或about:chrome（适用于谷歌浏览器）。
在早期版本的网景浏览器中，任何以about:开头的URI并不会被视为内置命令，从地址栏访问它们会直接显示冒号后面的文字。与此类似，在早期版本的IE浏览器中，如果在about:后面追加HTML代码（比如about:<em>hello world</em>），后面追加的HTML代码将会被渲染显示，类似RFC 2397中定义的data: URI方案（虽然前者受限制更多）。另有一些版本的网景浏览器在尝试访问未知的about:URI时会返回随机的语录，包括“Whatchew talkin' 'bout, Willis?”（出自电视节目《Diff'rent Strokes》中的口头禅）或“Homey don't play dat!”（电视节目《In Living Color》中经常出现的语句）。